# Virginia Slims of Boston 1973
Virginia Slims of Boston 1973, також відомий під назвою Virginia Slims Indoors,  — жіночий тенісний турнір, що проходив на закритих кортах з килимовим покриттям у Бостоні (США) в рамках Світової чемпіонської серії Вірджинії Слімс 1973. Тривав з 11 до 15 квітня 1973 року. Маргарет Корт здобула титул в одиночному розряді, перемігши в 59-хвилинному фіналі Біллі Джин Кінг, й отримала за це 6 тис. доларів США. 

## Фінальна частина

### Одиночний розряд
Маргарет Корт —  Біллі Джин Кінг 6–2, 6–4

### Парний розряд
Розмарі Казалс /  Біллі Джин Кінг —  Франсуаза Дюрр /  Бетті Стов 6–4, 6–2